# Трансплантација бубрега
Трансплантација бубрега је инвазивна или минимално инвазивна хируршка метода за пресађивање бубрега, којом се бубрег даваоца смешта у доњи део трбушне дупље примаоца. Она је метода избора, за надокнаду нарушене бубрежне функције код болесника: у терминалној фази бубрежне болести (енгл.End Stage Kidney Disease (ESKD) који се налазе на некој од метода замене функција бубрега (хемодијализи или периотонеалној дијализи), код болесника који су врло близу ESKD, али још увек нису на дијализи (пре-емптивна/пре-дијализна терапија бубрега), јер осим што значајно побољшава квалитета и дужину живота болесника са хроничном бубрежном болести (у односу на лечење дијализом), она омогућава и значајне финансијске уштеде за појединца и друштво у целини.
Трансплантација бубрега није неопходна код акутног оштећења бубрега, као и у условима оштећења једног бубрега, ако остали још увек нормално функционише.
Донор бубрега може бити свака здрава особа која има оба бубрега и жели један донирати, када са потенцијалним реципијентом има адекватно међусобно слагање у крвним групама и факторима ткивне подударности. Генерално гледано, донори бубрега могу бити особе старе између 18 и 65 година (мада је горња граница старости донора релативна и зависи од биолошког стања потенцијалног донора), док прималац или реципијент бубрега (иако не постоји апсолутни критеријум за годину старости) треба да буде од 5 до 65 година старости.

## Историја
Током неколико миленијума, замена оболелих или повређених органа здравим, заокупља је машту бројних истраживача — лекара и филозофа неколико миленијума уназад.
Митологија
- У примерима из митологији, срећемо се са бројним примерима неке врсте ксенотрансплантације у којима се наводи да су химерични богови и хероји имали главу или друге органе трансплантиране од других живих бића.[4]
- У рано библијско време пророк Езекиел наводи трансплантацију срца (неки облик аутотрансплантације) у Новом Завету – Исус од Назарета враћа уво слуги високог свештеника одсечено мачем Симона Петра. Касније Свети Петар реимплантира груди Светој Агати одсечене током тортуре, а Свети Марко реимплантира руку војника ампутирану током битке.[4]
- Један од првих примера кадаверичне трансплантације описан је у делу Jacopo-a da Varagine-a, Leggenda Aura, из 348. године у „чуду црне ноге', близанаца Светих Козме и Дамјана који су успешно заменили гангренозну ногу римског ђакона Јустинијана ногом однедавно сахрањеног Етиопљанина Мора.[5]

Пионирски подухвати
- Током 2. века п. н. е. индијски хирург Сушрута примењивао је графтове коже за пластику носа. У то време одсецање носа била је уобичајена казна за криминалце. Ера модерне трансплантације започела је неупадљиво трансплантацијом зуба.
- Године 1800. признати енглески хирург Johan Hunter, који се сматра оцем експерименталне хирургије, известио је о успешној ксенотрансплантацији људског зуба у добро васкуларизовану кресту петла.
- Ервин Паир (1871—1946), аустријско-немачки хирург, развио је прве применљиве методе васкуларног шава. То је довело до широког интересовања за трансплантацију органа крајем 19. и почетком 20. века. у многи центрима, укључујући Беч, Букурешт, Берлин и Лион.
- Емерих Улман и Алексис Карел, два хирурга с почетка 20. века, не знајући један за другога, 1902. године учинили су трансплантацију бубрега. Улман је први показао како се трансплантација бубрега може успешно обавити, а Карел је решио главно питање трансплантације бубрега (а и других органа): питање васкуларних анастомоза. Примена васкуларног продужнога шава, са триангулационом техником и употреба Кареловог пача и данас представљају основна начела трансплантационог поступка. Захваљујући иновативном раду обојице хирурга, посебно Карела, још је почетком 20. века решена темељна хируршка проблематика трансплантације бубрега. Наредна открића (крвне групе, типизација ткива, имуносупресија) омогућила су, педесетак година касније успешну клиничку примену трансплантације органа.[3][6]
- Први колико толико реални покушаји трансплантације бубрега код човека датирају из 1906. године (Француска, Немачка...). Као даваоци органа коришћене су свиња, овца, коза и примати. Ниједан од пресађених органа није био у функцији, јер су примаоци умирали након неколико сати до 9 дана после операције, због отказивања функција. Један од таквих покушаја одиграо се 1905. у Бордоу (Француска), када је M Princeteau је убацио бубрега зеца након нефротомије детета са бубрежном инсуфицијенцијом. Непосредни резултати су били одлични, написао је он, повећан је волумен урина; повраћање је престало .. али 16. дана дете је умрло од плућне конгестије.[7][8]
- Године 1936. Вороноy из Кијева известио је о трансплантацији бубрега преузетог од кадаверског даваоца крвне групе Б, примаоцу крвне групе 0., који је имао акутну бубрежну инсуфицијенцију узроковану самоубилачким тровањем живом. Између смрти даваоца и узимања бубрега прошло је шест сати, а током наредних 48 сати, колико је прималац бубрега живео од операције, пресађени бубрег није произвео ни кап мокраће.[4]

Како су главни чиниоци успешне трансплантације органа попут имуносупресија, испитивање ткивне подударности и презервација органа, били још непознати, у научним круговима у првој половини 20. века постојао је став да трансплантација органа код човека неће бити никада могућа због тога што основа индивидуалности лежи дубоко унутар сваке ћелије људског организма. Међутим, клинички лекари који су се свакодневно суочавали са умирањем младих људи због терминалне бубрежне инсуфицијенције, нису одустајали од идеје трансплантације органа…
- Прва трансплантација бубрега у Сједињеним Америчким Државама, са умрле особе учињена је 1950. године. Пресађени бубрег био јк одбачен након десет месеци због недоступности имуносупресијске терапије.
- Први напредак у трансплантацији бубрега остварен је у болници Peter Bent Brigham у Бостону 1954. године, када је амерички уролог др Харисон, узео бубрег од здраве особе, а такође амерички професор пластичне хирургије са Харвардског медицинског факултета др Joseph Murray, га имплантирао његовом брату, једнојајчаном близанцу. Упркос чињеници да је време топле исхемије било 82 минута (није се водило рачуна о презервацији органа), пресађени бубрег је функцију успоставио одмах. Прималац је живео скоро 25 година, а умро је од артеросклеротске коронарне болести.[4]
- Пар година касније Joseph Murray је извршио и прву трансплантацију бубрега са преминуле особе и тиме отворио будућност стотинама хиљада таквих оперативних захвата.
- Откриће имуносупресионих лекова омогућило је побољшање исхода трансплантације и у неповољним имунолошким околностима, што се посебно односило на циклоспорин. У време савремене имуносупресије водећи проблем нису акутна одбацивања транспланта, већ дуготрајно преживљење пресађеног бубрега и примаоца. Откриће имуносупресијских лијекова омогућило је побољшање исхода трансплантације и у неповољним имунолошким околностима, што се особито односи на циклоспорин.
- Првих деценија 21. века изводе се и бројна истраживања пресађивања бубрега применом ксенотрансплантације.[9]

Прва трансплантација бубрега у Србији
- Прву трансплантацију бубрега у Србији обавили су 1973. године у Градској болници на Звездари проф. др Василије Јовановић и прим. др Милан Јовановић.
- Прву успешну трансплантације од живог сродног даваоца урађена је на Уролошкој клиници Клиничког центра Србије под руководством академика проф. др Саве Петковића[4]

## Индикације
Трансплантација бубрега, уведена крајем педесетих година 20. века , постала је у 21. веку приоритетна метода лечења болесника у завршној (терминалној) фази хроничне бубрежне инсуфицијенције, и као први вид лечења за њу треба изабрати пацијената чија се функција бубрега прогресивно погоршава, а клиренс креатинина је < 15 ml/min/1,73 m².
Успешно пресађен бубрег омогућава примаоцу нормалан живот, а болеснику коме је дошло до одбацивања калема и који поново прелази на дијализу, пружа могућност да чека нови калем (бубрег) .
Зато је трансплантација бубрега постала метода избора у надомештању бубрежних функција. Осим значајног побољшања квалитета живота, болеснику са хроничном бубрежном болести, трансплантација бубрега значајно продужава живот у односу на лечење дијализом, и омогућава значајан финансијски добитак друштву у целини.
Трансплантацију као први облик лечења треба подстицати код свих пацијената кад год постоји живи донор.
Кадаверична трансплантација као први облик лечења би била идеално решење за све кандидате, али је посебно важна код деце и дијабетичара. Међутим ово није изводљиво због недовољног броја расположивих кадаверских органа.

## Контраиндикације
Контраиндикације за трансплантација бубрега могу бити апсолутне и релативне:

### Апсолутне контраиндикације
Апсолутне контраиндикације за трансплантацију бубрега су ретке и у њих спадају:
- малигна болест,
- позитиван налаз ХИВ-а,
- активна системска инфекција,
- било која болест са очекиваним животним веком мање од 2 године.

### Релативне контраиндикације

#### Злоћудне болести
Кандидати за трансплантацију бубрега, нарочито они старији од 50 година, морају бити подвргнути детаљном прегледу ради откривања могућих малигних болести.
Код пацијената који су имали рак трансплантација бубрега, може се разматрати само када је постављена дијагноза трајне малигне болести. Време између лечења тумора и трансплантације треба одредити на основу врсте канцера.
Након трансплантације бубрега препоручују се примена општих превентивних мера праћења због могућег новог развоја малигне болести.

#### Ризик инфекције
Инфекција вирусом хепатитиса C (ХЦВ) код примаоца и даваоца бубрега
Сви кандидати за трансплантацију морају се тестирати на анти-ХЦВ антитела, јер је код болесника позитивних на анти-ХЦВ са виремијом коју није узроковао ХЦВ врло низак ризик од оболевања јетре након трансплантације бубрега. Присутност ХЦВ-РНК у серуму мора се утврдити укод сваког будућег приматеља са болешћу јетре, чак и онда кад анти-ХЦВ антитела није могуће открити.
Сваки ХЦВ-позитивни болесник мора се сматрати кандидатом за трансплантацију, јер тај захват, у поређењу са дијализом нема већу смртност, поготово у првом посттрансплантацијском десетлећу.
Кандидатима за трансплантацију зараженима вирусом хепатитиса C, са повишеним трансаминазама (аланин-аминотрансфераза, АЛТ), мора се обавити биопсија јетре. Пожељно је, али није обвезно, биопсију јетре обавити у болесника зараженим ХЦВ-ом чији налази непрекидно показују нормалне вредности јетрених ензима, јер ХЦ често остаје неоткривен.
Кандидати за трансплантацију бубрега који болују од цирозе јетре сматрају се кандидатима за комбиновану трансплантацију оба органа (бубрег и јетра)
Болеснике са хроничним активним хепатитисом потребно је пре трансплантације лечити интерфероном. На активној листи чекања могу се задржати током лечења интерфероном, а, ако до трансплантације дође пре завршетка планираног лечења, давање лека треба окончати. Болесници код којих након лечења интерфероном алфа не дође до побољшања стања могу се уврстити на листу чекања, али тек након детаљног разматрања и информисања.
Бубрези живога или кадаверичнога даватеља зараженога ХЦВ-ом могу се понудити ХЦВ-РНК позитивним примаоцима, уз њихов пристанак и кад то није у сукобу с важећим државним законима.
Инфекција вирусом хепатитиса Б (ХБВ) код примаоца и даваоца бубрега
Сви кандидати за трансплантацију морају се тестирати на инфекцију вирусом хепатитиса Б (ХБВ). У поређењу са ХбсАг негативнима, ХБсАг позитивни болесници дугорочно су изложени повећаном ризику смртнога исхода након трансплантације, и о тој чињеници их треба обавестити.
Кандидати за трансплантацију бубрега заражени вирусом хепатитиса Б и са знацима репликације вируса, као што су позитивни на ХБеАг и/или ХБВ-ДНК, морају се потпуно обрадити због могуће јетрене болести, укључујући и биопсију јетре (када је повишен АЛТ). Ти су болесници, наиме, изложени повећаном ризику од прогресивне јетрене болести након трансплантације бубрега.
Кандидате за трансплантацију који имају цирозу јетре могу се разматрати искључиво као кандидате за пресађивање бубрега. Код њих се мора размотрити комбиновано пресађивање бубрега и јетре.
Болесници са активном болешћу јетре (укључујући хронични активни хепатитис) морају се пре трансплантације лечити интерфероном и/или ламивудином. Болесници код којих након лечења није дошло до побољшања, могу се регистровати за трансплантацију, али тек након детаљног разматрања и информисања болесника.
Бубрези живога или кадаверичнога даватеља заражена ХБВ-ом могу се понудити примаоцима који су ХБсАг позитивни или су заштићени од вируса хепатитиса Б (активна или пасивна имунизација), уз њихов пристанак и кад то није у сукобу с важећим државним законима.

#### Пратеће болести
Шећерна болест
Трансплантација бубрега као прву линију терапије треба размотрити код свих пацијената са крајњим (терминалним) стадијумом бубрежне болести изазване шећерном болест. За разлику од дијализе, трансплантација може значајно продужити живот ових пацијената.
Код дијабетичара са крајњим стадијумом бубрежне болести као први облик терапије треба размотрити хитну трансплантацију бубрега или истовремено трансплантацију бубрега и гуштераче, са живог сродног даваоца или од кадаверичног донатора, и то када је резидуална гломеруларне филтрације мање од ml/min.
Шећерну болест треба сматрати озбиљном истовременом болешћу која утиче на исход трансплантације и морбидитета/морталитет, углавном због повећаног ризика од инфективни и кардиоваскуларних компликација.
Препоручује Д је, дакле, израда дијабетичара који су кандидати за трансплантацију, са посебним освртом на појаву кардиоваскуларних ризика болести. (Ниво доказа Ц).
Кардиоваскуларне болести
Како су кардиоваскуларне болести водећи узрок смрти након трансплантације, обавезно треба открити и лечи симптоматске болести коронарних артерија, конгестивну срчану инсуфицијенцију услед оштећења срчаних залистака или кардиомиопатије и перикардијалне констрикције.
Како затајивања трансплантата и краће преживљавање пацијената често изазива симптоматску периферну артеријску болест, треба искључити или третирати пре трансплантације обимне калцификације крвних судова у карлици, последице дисекције аорте и карличних крвних судова и симптоматску цереброваскуларне болести.
Како венска болести, као што су посттромботичне оклузије карличне вене, могу бити проузроковане радијационом повредом и ретроперитонеалном фиброзом карлице и доњег стомака, постоји високи ризик техничког застоја бубрега, те ова стања морају бити искључити или третирати пре трансплантације.

#### Остали фактори
Животна доб
Старија животна доб није контраиндикација за трансплантацију бубрега.
Старијим пацијенти треба предложити трансплантацију бубрега, јер ова процедура повећава могућност преживљавања у поређењу са дијализом.
Након трансплантације бубрега код старијих пацијената препоручује се пажљиво праћење кардиоваскуларног статуса и прилагођена имуносупресије, јер су кардиоваскуларне болести и инфекције чести узроци смрти, пошто је одбијање пресађеног органа код старијих прималаца обично ређе.

## Значај
Хронична бубрежна слабост (ХБС), дијабетес, хипертензија, аутозомно доминантна полицистична болест бубрега (АДПББ) главни су разлози за отпочињање дијализе код болесника са поремећајем рада бубрега.
У терминалној фази болести, код болесника са поремећајем рада бубрега једини прави избор је трансплантација бубрега . То доказује и разлика у укупним аспектима квалитета људског живота (физички, емотивни, друштвени, духовни и финансијски) између дијализираних и трансплантираних болесника која је статистички значајна и за 18,12% већа код трансплантираних болесника, него код болесника на хемодијализи.
Такође изведене калкулације трошкова јасно говори да су трошкови терапије болесника на хемодијализи у терминалној фази бубрежне болести далеко већи него терапија трансплантације бубрега и одржавања и то за скоро три и по пута.
Анализом је утврђено да су мушкарци који су имали бубрежну болест имали веома мало сперматозоида, после трансплантације бубрега повећали њихов број. Жене у репродуктивном периоду се могу рађати годину или два после трансплантације јер се њихов репродуктивни систем након трансплантација бубрега враћа у нормалне услове.

## Епидемиологија
Значајан број људи, на глобалном нивоу, са афункцијом бубрега, свакодневно проводи сате на дијализи, и чека на трансплантацију бубрега, па тако на пример:
- У Индији у којој се годишње уради око 450 трансплантација бубрега, на ту интервенцију сваке године чека преко 20.000 људи.[тражи се извор]
- Тренутно, од око 4.500 болесника у Србији који користи дијализни третмане у 46 установа, од којих 90% представљају хемодијализе,[15] око 700-900 обрађених пацијената чека на трансплантацију бубрега [а]
- Због недостатка органа за трансплантацију, у Србији месечно умре тридесет пацијената, углавном од бубрежних, срчаних и плућних болести.[17]

### Учесталост трансплантације бубрега
| Земља                     | Година | Кадаверски донатор | Живи донатор | Укупно трансплантација |
| ------------------------- | ------ | ------------------ | ------------ | ---------------------- |
| Канада                    | 2000   | 724                | 388          | 1.112                  |
| Француска                 | 2003   | 1.991              | 136          | 2.127                  |
| Италија                   | 2003   | 1.489              | 135          | 1.624                  |
| Јапан                     | 2010   | 208                | 1276         | 1.484                  |
| Шпанија                   | 2003   | 1.991              | 60           | 2.051                  |
| Уједињено Краљевство      | 2003   | 1.297              | 439          | 1.736                  |
| Сједињене Америчке Државе | 2008   | 10.551             | 5.966        | 16.517                 |

- Од 1980. године у Србији је извршено 650 трансплантација бубрега, од којих је 485 са живих, а само 165 са кадаверских донора.

## Донори бубрега
Донори бубрега могу бити:
Живи донори
- Живи сродници примаоца, до трећег колена крвног сродства. Најбољи резултати се постижу ако се бубрег узме од идентичних близанаца, због идеалне подударности ткива.
- Живи несродни даваоци, као што су супружници и емоционално блиске особе примаоца (у одређеним индивидуално процењеним случајевима).

Кадаверски донори
Кадавери, су било која особа након дијагностиковања мождане смрти и добијања сагласности породице особе која је преминула од мождане смрти. Кадаверичне донор не сме имати неку заразну или малигну болест коју би могли пренети на примаоца.

## Ограничења за мали број трансплантација
Релативно је мали број пацијената који могу да добију бубрег од живог или кадаверског даваоца због:
- ограниченог број одговарајућих донора бубрега,
- великог броја пацијената на листи чекања за кадаверични бубрег,
- малог броја компатибилних кадаверичних донора,
- релативно малог броја кадаверичних трансплантација због високих трошкова лечења
- непостојања обучених тимова и опреме за трансплантацију бубрега у земљама у развоју.

Контраиндикације за избор донора бубрега су
Апсолутне контраиндикације за донацију бубрега су:
- шећерна болест,
- карцином,
- ХИВ инфекција,
- поремећаји функција бубрега,
- нерегулисани крвни притисак
- коронарна болест срца,
- друге озбиљне соматске и психијатријске болести.

### Главне карактеристике донора бубрега
Донор бубрега треба да буде особа:
- Која је пунолетна не старија од 65 година старости (између 18 и 65 година)
- Која има компатибилну крвну групу и структуру хуманих леукоцитних антигена са примаоцем органа. Живи даваоци треба да буду здрави и да имају исту крвну групу као прималац. Могуће је и пресађивање бубрега даваоца са „О” крвном групом особи која има „А”, „Б” или „АБ” групу. Као и код трансфузије крви, донор са крвном групом „0” се сматра „универзалним” даваоцем, а реципијент са крвном групом „АБ” универзалним прималац. (погледајте табелу испод).

| Крвна група примаоца (реципијента) | Крвна група даваоца (донора) |
| ---------------------------------- | ---------------------------- |
| O                                  | O                            |
| A                                  | A или O                      |
| Б                                  | Б или O                      |
| AБ                                 | AБ, A, Б или O               |

- Осим слагања крвних група потребно је и слагање хуманих леукоцитних антигена (скраћено ХЛА).
- У начелу не би требало да болује од шећерне болести, повишеног крвног притиска, рака, срчаних и бубрежних болести, малигних и других оштећења јетре, анемије српастих ћелија, хепатитиса или ХИВ-а
- У време операције донор мора бити без инфекције или упале.
- Најидеалнији живи донор (давалац) је једнојајчани близанац, затим брат или сестра, где је вероватноћа за потпуну подударност 1:4. Родитељи су полуидентични са својом децом.
- Даваоцу се ради селективна ренална ангиографија да би се откриле евентуалне абнормалности бубрежних артерија, јер то знатно отежава трансплантацију.

## Облици трансплантације бубрега
Трансплантација бубрега је процедура која подразумева мултидисциплинарни - тимски рад нефролога, трансплантационог хирурга, анестезиолога, као и специјалиста осталих медицинских грана (кардиолога, пулмолога, ендокринолога, инфектолога итд.), медицинских техничара и трансплантационих координатора.

### Отворена техника трансплантације
Интервенција се проводи под општом анестезијом болесника. Сама интервенција почиње након што се приступи кроз отвор начињен на трбушном зиду испод ребарног лука захваћене стране.
Након приступа бубрегу врши се прво подвезивање свих крвних судова који крвљу снабдевају бубрег. Потом се ткиво које га окружује пажљиво одваја од бубрег и осталог ткива, без повређивања овојнице бубрега.
Следећи акт је подвезивање и одстрањивање мокраћовода (уретера) (цеви која одводи мокраћу из бубрега у мокраћну бешику).
На крају се бубрег заједно са припадајућим крвним судовима и масном овојницом, у комаду одстрањује из трбушне дупље и шаље на детаљну патохистолошку анализу.
Свако крварење се зауставља а рана на трбуху се затвара (ушива).

### Лапароскопска техника трансплантације
Једна је од метода трансплантација бубрега кроз рез у пределу препона од само 5 cm која у потпуности врши техником лапароскопске хирургије. Лапароскопска техника омогућава минималну дужину боравка у болници за доноре и користи се само у центрима са веома искусним и стручним особљем и има многе предности у односу на отворене операције. На пример, отворена операција захтева рез дуг 15–20 cm, док са лапароскопијом прави рез од само 5 cm дужине.
Операција се изводи помоћу камере која се убацује у предео трбуха и тако омогућава високу визуелну контролу. Мањи хируршки рез даље подразумева и мање бола после операције и мањи ризик по саму хируршку рану. Недостатак великих хируршких ожиљака ублажава козметичке проблеме и смањује ризик од херније, утрнулости, инфекције хируршког реза и постоперативне ране, као и плућне емболије.
Због напредне медицинске технике која се овде користи, донори могу бити отпуштени из болнице у року од 24 сата након операције, а свакодневним активностима и послу могу се врати после недељу дана. Прималац може да напусти болницу недељу дана након операције.

### Пре-емптивна трансплантација
Пре-емптивна трансплантација бубрега (за разлику од уобичајене трансплантација бубрега која се обично обавља након тога што је пацијент са терминалном фазом бубрежне инсуфицијенције (ЕСКД) једно време био на дијализи), обавља се пре отпочињања хроничног дијализног лечења, већ у тренутку када клиренс креатинина падне на вредности од око 15 до 20 ml/min.
У суштини оваква трансплантација (која носи назива пре-емптивна трансплантација), представља најбољи начин лечења пацијента са ЕСКД, јер се њом:
- избегавају ризици и компликације,
- смањују трошкови лечења,
- избегавају нелагодности ризици који су повезани са дијализом,
- постижу бољи резултати преживљавања графта него код трансплантације која је уследила после периода лечења дијализама.

Имајући у виду наведено веома је важно размотрити могућност пре-емптивне трансплантације код свих пацијената са ЕСКД који имају већ обезбеђеног потенцијалног донора.

### Укрштена донација бубрега
Укрштена донација је процедура којом се размењују бубрези између два неподударна пара (2 донора и 2 реципијента). Ова процедура, имајући у виду медицинско право, у Србији није дозвољена Законом, али се спроводи у неким државама света.
Разлози

Трансплантација бубрега од живог донора има одређене предности у односу на трансплантацију од кадаверског донора или дијализе. Међутим често се у пракси догађа да један број болесника са ЕСКД може обезбедити здраве и мотивисане потенцијалне доноре бубрега који не могу бити донори због неподударности у крвним групама и/или факторима ткивне подударности (позитиван „крос-меч” - или укрштена реакција лимфоцита потенцијалног донора са серумом потенцијалног реципијента). 
У таквим случајевима процедура је могућа само уколико је бубрег другог донора погодан за првог реципијента и ако је бубрег првог донора погодан за другог реципијента. На тај начин се могу успешно урадити две трансплантације бубрега код два пара са неподударним крвним групама.

## Начин извођења
Припремни период
Пре самог хируршког поступка, низом унапред утврђених процедура треба утврдити:
- да постоји медицинска, психолошка и социјална погодност за трансплантацију, како код реципијента, тако и код донора органа (у случају трансплантације од живог донора).
- посебно дизајнираним тестовима да постоји подударност и компатибилност у крвним групама, антигенима ХЛА ткивног система, као и да је укрштена реакција између донора и реципијента негативна.
- да је болеснику детаљно објашњена процедура и ризик саме операције/трансплантације
- да су болесник(реципијент) и донор (у случају трансплантације од живог донора) дали писмени пристанак за оперативну процедуру, или да је прибављена сагласност породице преминулог кадаверског донора.

Ток оперативног захвата
- Трансплантирани бубрег се имплантира у леву или десну илијачну (препонску) јаму примаоца, при чему се његови нативни бубрези не уклањају.
- Код трансплантације од живог донора, донор и реципијент се оперишу истовремено.
- Трансплантација бубрега је велика операција која траје између три и пет сати и изводи се у општој анестезији.
- Од донора се најчешће узима леви бубрег, било путем отворене или лапароскопске нефректомије.
- После уклањања, донорски бубрег се добро испира специјалним хладним раствором, а потом се пажљиво имплантира у десни илијачни простор реципијента.
- У највећем проценту случајева нативни бубрези реципијента се не уклањају.

Постоперативни ток
- Када се ради о трансплантацији од живог донора, трансплантирани бубрег најчешће почиње да функционише одмах по имплантацији. Када се ради о кадаверској трансплантацији, трансплантирани бубрег некада не функционише задовољавајуће и по неколико дана, или чак и недеља.
- Болеснику са таквом, одложеном, функцијом графта, могу бити потребне дијализе док функција трансплантираног бубрега не постане адекватна.
- Непосредно после трансплантације, а и касније све време док трансплантирани бубрег функционише, нефролог спроводи медицински надзор реципијента, прати функцију пресађеног органа и примену имуносупресивних лекова.
- Обавезно се прати и здравствено стање донора.

Годишњи скрининг
Сви болесници са трансплантатом морају се пратити на сваких 6—12 месеци до краја живота, а праћење бубрежне функције и нежељених ефеката имуносупресивне терапије, треба спроводити на сваких 4—8 недеља.

## Имуносупресивна терапија
У време савремене имуносупресије водећи проблем нису акутна одбацивања транспланта, већ дуготрајно преживљење пресађеног бубрега и примаоца.
Имуносупресиве се бира према појединачним карактеристикама примаоца, али и према квалитету органа донора. Данас је водећи узрок губитка пресеђеног бубрега смрт примаоца са функционалним бубрегом.
Због тога је пре трансплантације потребно добро проценити сва факторе ризика присутне код примаоца и на основу тога извршити правилан избор имуносупресивне терапије и тиме покушати спречавање развоја компликација.
Непосредно после трансплантације, а и касније све време док трансплантирани бубрег функционише, нефролог мора спроводи медицински надзор над реципијентом, пратити функцију пресађеног органа и примену имуносупресивних лекова.

## Прогноза
Трансплантација бубрега је „велика” и сложена хируршка процедура која се изводи у општој анестезији и као таква носи потенцијални ризик и током и након интервенције. Већина епизода одбацивања и других компликација јавља се унутар 3–4 месеца након трансплантације.
Ризик од одбацивања пресађеног бубрега, осим ако је прималац потпуно генетски идентичан (идентични близанци), постоји у већој или мањој мери, јер организам препознаје трансплантирани бубрег као страно ткива и има сталну тенденцију ка имуно-уништавању, или одбацивању. Ризик од одбацивања је највећи у првим месецима након трансплантације, али је касније знатно смањен. Међутим, ова имуна реакција и тенденција тела да одбије трансплантираних органа и касније сасвим не престаје. Захваљујући модерној и веома ефективан имуносупресивне лековима, учесталости и тежине одбацивања значајно су мање од пре две или три деценије.
Ако је трансплантација бубрега, било од живог донора или од кадавера, први облик лечења, стопа преживљавања пацијента и стопа трансплантације једнака је или чак и боља него када је трансплантација обављена након што је терапија дијализом већ почела.
У првој години стопа преживљења код трансплантације са живог донора је — 98% за болеснике и 94% за трансплантат, а код трансплантације са мртвог донора стопа преживљења износи — 94% односно 88%.
Годишња стопа губитка трансплантата након прве године креће се од 3–5% за трансплантате са живог донора, а 5–8% за трансплантате са мртвог донора.
Међу болесницима чији трансплантат преживи прву годину, половина премине због неког другог разлога уз очувану функцију трансплантата, а друга половица развије хроничну нефропатију са поступним губитком функције трансплантата након 1–5 година. Стопа хроничног одбацивања је већа у црнаца него белаца.

### Одбацивање калема
Хиперакутно одбацивање калема (на операционом столу)
Дешава се још у току операције као последица постојања антитела ХЛА. Данас се ретко догађа, јер се подударност органа проверава пре трансплантације.
Акутно одбацивање калем
Дешава се у прва три месеца након пресађивања и испољава се повишеном температуром, болом у пределу калема, смањеним излучивањем мокраће и смањењем бубрежне функције. Некада тегобе нису изражене па одбацивање остаје непрепознато и може бити узрок каснијег хроничног одбацивања. Акутно одбацивање може бити и последица коришћења ниских доза имуносупресивних лекова или самоиницијативног престанка њиховог узимања од стране пацијента. Ако се биопсијом утврди да је дошло до почетног одбацивања калема, примењују се велике дозе кортикостероида. Ако не дође до позитивне реакције примењују се моноклонска ОКТ3 антитела у трајању од 10 до 14 дана.
Хронично одбацивање калема (ХНК)
Хронична нефропатија калема (ХНК)) дешава се више месеци или година после пресађивања. Карактерише се неприметним и постепеним порастом креатинина у крви. У мокраћи се јављају беланчевине (протеинурија), а ако су оне раније биле присутне, њихова количина се увећава.
ХНК се чешће јавља ако је давалац бубрега старија особа, особа супротног пола или доста мање тежине од примаоца. Већи ризик, за настанак хроничне нефропатије калема, имају особа са хипертензијом, као и инфекцијом и повишеном масноћом у крви.

### Уринарне инфекције
Уринарне инфекције су значајан узрок морбидитета и морталитета након трансплантације бубрега. Према прикупљеним подацима током прве три године након трансплантације око 70% болесника има неку од инфекција. Инфекције мокраћних путева представљају 45% од свих инфективних компликација, чешће су код жена, а јављају се у било ком периоду после трансплантације бубрега, мада најчешће непосредно након трансплантације. Фактори ризика за настанак раних инфекције мокраћних путева потичу од даваоца, примаоца органа, али и од хируршке технике током имплантације органа. Бубрег који се пресађује може бити извор инфекције због контаминације у даваоцу или током манипулација између екстракције и имплантације. Због својих биохемијских карактеристика, течност за перфузију и очување органа (перфузат) омогућава живот и раст микроорганизмима. Фактори ризика за настанак инфекције мокраћних путева обухватају:
- пролонгирану катетеризацију мокраћне бешике,
- трансплантацију бубрега од мождано мртве особе,
- симултану трансплантацију панкреаса и бубрега,
- дуготрајну употребу венских линија,
- интензивну имуносупресивну терапију,
- присуство уретеровезикалног стента (ЈЈ стент),
- одсуство физиолошког сфинктера између пресађеног уретера и нативне бешике,
- инфекције цисте бубрега код болесника са полицистичном болешћу бубрега,
- дуготрајно лечење дијализама пре трансплантације,
- женски пол.

Примењена имуносупресивна терапија може да допринесе настанку инфекције мокраћних путева, посебно у почетку када су дозе лекова више. Описано је да је индукциона имуносупресивна терапија са антилимфоцитним глобулином праћена чешћим инфекцијама мокраћних путева у поређењу са индукцијом сa басиликсимабом.

## Учесталост компликација код потенцијалних донора.[32]
| Промене                  | Проценат (%) |
| ------------------------ | ------------ |
| Хипотензија              | 80           |
| Дијабетес инсипидус      | 65           |
| ДИЦ                      | 30           |
| Срчане аритмије          | 30           |
| Срчана исхемија          | 30           |
| Плућни едем              | 20           |
| АРДС                     | 13           |
| Бубрежна инсуфицијенција | 20           |
| Ацидоза                  | 10           |

## Превенција одбацивања калема
Све наведено у наставку текста је изузетно важно код потенцијалних прималаца трансплантираних органа, јер се тиме не само скраћује време чекања на адекватан орган већ и спречава могућност развоја бројних компликација и смрти болесника:
- Пре трансплантације болеснику се изврше три трансфузија крви (мала количина крви - 100 мл) давалаца бубрега. Ако се код примаоца развију ХЛА антитела на антигене даваоца, пресађивање се не врши, јер се зна да ће доћи до одбацивања калема (бубрега).
- Брижљив одабир даваоца бубрега.
- Обавезна биопсија бубрега након трансплантације, а не само у случају сумње на одбацивање.
- Примена нових имуносупресивних лекова.
- Успоравање хроничне инсуфицијенције калема исхраном сиромашном беланчевинама и лечењем хипертензије АЦЕ инхибиторима и блокаторима ангиотензин 2 рецептора.
- Обавезно лечење поремећаја липида после трансплантације.
- Престанак пушења, физичка активност
- Правилна исхрана.
- Избегавање настанка алосензибилизације, која се може спречити:
  - раним упућивањем болесника у трансплантационе центре,
  - раном трансплантацијом,
  - избегавањем трансфузија,
  - употребом концентрата еритроцита са смањеним бројем леукоцита.